# Casa de la Vila (Santa Maria de Palautordera)
La Casa de la Vila és una casa consistorial noucentista de Santa Maria de Palautordera (Vallès Oriental) protegida com a Bé Cultural d'Interès Local.

## Descripció
L'edifici té tres façanes a tres carrers (Plaça de la Vila, c/ Dr. Robert, c/ Consolat de Mar) i s'adossa a l'edifici del centre cívic. La planta té tres cossos, el central sobresurt respecte als altres dos. Les cobertes són de teules i acaben amb un ràfec sostingut amb mènsules de fusta. Les façanes estan arrebossades i pintades. El cos central consta de planta baixa i dos pisos, coberta a quatre vessants amb una torre de planta quadrada i un rellotge al centre i dues campanes al damunt. A la planta baixa hi ha la porta d'accés, flanquejada per una gran finestra de llinda plana. Al primer pis, sostingut per mènsules, hi ha un llarg balcó amb balustrada i tres buits d'arc de mig punt. Al segon pis, els buits són de llinda plana, hi ha una obertura als extrems i tres de juntes al centre que al damunt tenen l'escut de la vila. Els cossos laterals són més baixos. La coberta és a dues vessants amb el carener perpendicular a la façana principal. A la planta baixa hi ha una porta d'accés d'arc de mig punt i una finestra de llinda plana. En el pis hi ha un balcó corregut amb barana de ferro i dos buits de llinda plana.
Els elements formals i decoratius són representatius del llenguatge noucentista.
Edifici inclòs en el Pla parcial de 1981.

## Història
Aquest edifici fou construït entre l'any 1935 i 1936. Està situat a la Plaça de la Vila en el seu eix longitudinal.
Per la seva forma arquitectònica i pels elements que la formen recorda l'edifici de l'Ajuntament de Sant Celoni encara que aquest sigui de tipus modernista.
Josep Domènech era l'arquitecte municipal i el contractista va ser el senyor Agustí Altimira i Mota. El 15 de desembre de 1929 es van acabar les obres del nou ajuntament.